# Толука (аэропорт)
Международный аэропорт Толука имени Адольфо Лопеса Матеоса (исп. Aeropuerto Internacional Licenciado Adolfo López Mateos) — расположен в 16 километрах от города Толука-де-Лердо, штат Мехико, Мексика, контролирует воздушное движение района Толуки и западного сектора Мехико.
Аэропорт является частью холдинга Mexico City Metropolitan Airport Group и представляет собой главную альтернативу Международному аэропорту Мехико, поскольку расположен всего в 40 километрах (30 минутах езды) от финансового центра мегаполиса — Санта-Фе, и вдобавок имеет самую длинную взлётно-посадочную полосу среди всех аэропортов Мексики.
Главным образом Толука обслуживает рейсы низкобюджетных авиаперевозчиков таких, как Interjet, Volaris, а также региональные компании Continental Express и Aeroméxico Connect.

## Общие сведения
До 2007 года аэропорт эксплуатировал четыре терминала: по одному терминалу авиакомпаниями Interjet и Volaris, Терминал 1 для внутренних рейсов и международный терминал. В настоящее время в действии только два: Терминал 1 для внутренних перевозок и отдельный международный терминал.
Федеральное правительство проинвестировало более 600 миллионов долларов в расширение и модернизацию аэропорта и его инфраструктуры. В 2002 году пассажирооборот Толуки составил 145 тыс. пассажиров, в 2007-м — 3,2 миллиона, 2008 год аэропорт закончил с результатом в 4,3 миллиона человек. Аэропорт входит в пятёрку наиболее важных аэропортов Мексики с большими перспективами развития. Неиспользуемые мощности аэропорта являются резервом для возможного переноса части рейсов из аэропорта Мехико «Бенито Хуарес» в связи с практически полной загрузкой последнего. Толука сертифицирована по ILS CAT II/IIIa категории, причём по 3-й категории является единственным сертифицированным аэропортом Мексики
В планах Толуки на ближайший период строительство автостоянки в четырёх уровнях, рассчитанной на более чем две тысячи автомашин.

## Терминалы и авиакомпании

### Терминал 1 (внутренние рейсы)

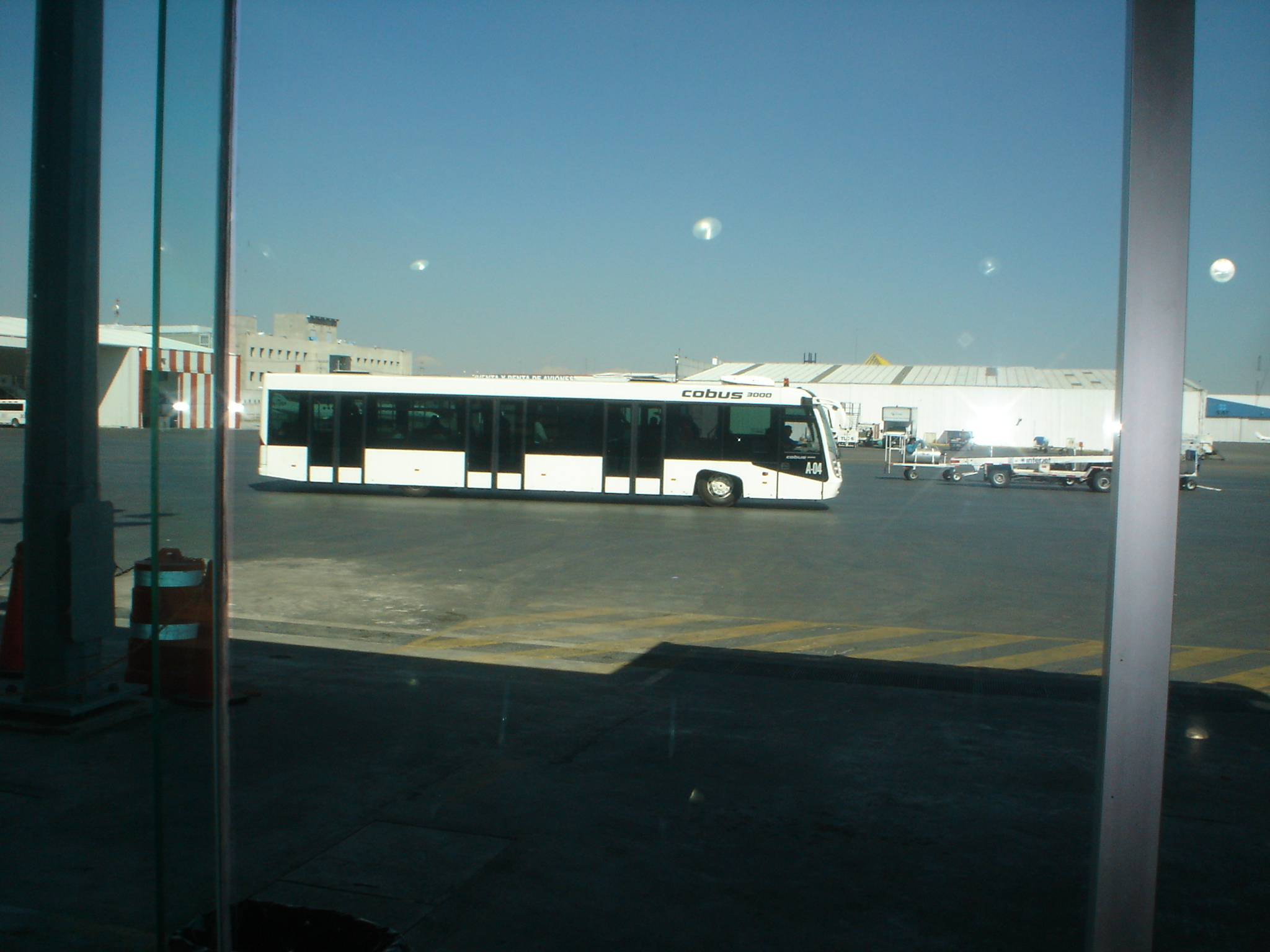
Территория Терминала 1

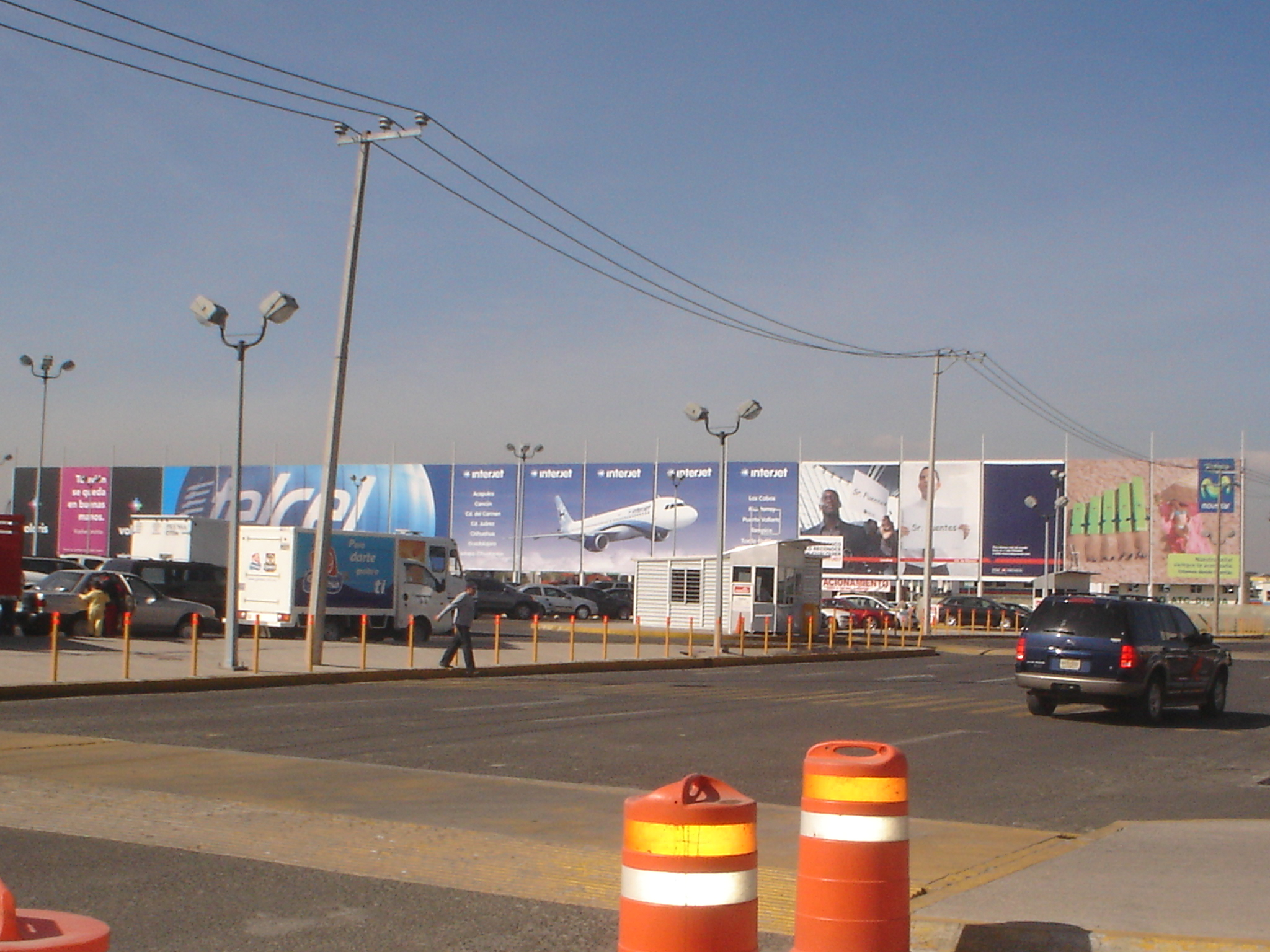
Парковка перед аэровокзалом

| Авиакомпании | Направления                                                                                                 |
| ------------ | --- |
| Aeroméxico   | Гвадалахара, Монтеррей (Эскобедо), Акапулько, Канкун, Атланта                                               |
| Interjet     | Акапулько, Канкун, Чиуауа, Гвадалахара, Ихтапа-Сиуатанехо, Лос-Кабос, Монтеррей (Эскобедо), Пуэрто-Вальярта |
| Volaris      | Канкун, Гвадалахара                                                                                         |

### Международный терминал
| Авиакомпании | Направления            |
| ------------ | ---------------------- |
| Interjet     | Сан-Антонио, Лас-Вегас |

### Грузовой терминал
| Авиакомпании | Направления |
| ------------ | ----------- |
| FedEx        | Мемфис      |

## Услуги

### Гостиницы
- «City Express Toluca»
- «City Junior Toluca»
- «City Suites Toluca» (недоступная ссылка)
- «Courtyard by Marriott Aeropuerto»
- «Holiday Inn Express Zona Aeropuerto»
- «One Aeropuerto»

### Рестораны
- La Pausa (Терминал внутренних авиалиний, зона 2)
- La Pausa (Терминал внутренних авиалиний, выход 12)
- La Pausa (Международный терминал)
- Henry J. Beans (зал прилёта, Терминал внутренних авиалиний)
- Medas (зал ожидания перед посадкой, Терминал внутренних авиалиний)

### Наземный транспорт
- Caminante микроавтобусы и такси - доставка в финансовый центр Мехико Санта-Фе. Автобусы в центр Мехико и до некоторых гостиниц там же.
- Transporte de Interjet микроавтобусы для пассажиров авиакомпании Interjet в различные районы Мехико.
- Shuttle Volaris автобусы для пассажиров авиакомпании Volaris в Толуку (город), Санта-Фе, Перинорте. Экскурсионные поездки по этим же направлениям.
- Такси "Морелоса" с повышенной комфортностью, экскурсии.

### Стоянка
Тарифы на автостоянку:
- 15 песо в час (до пяти минут стоянки)
- 7 песо в час (с пятой минуты стоянки)
  - Максимальная плата за стоянку в день - 200 песо.